# إيونيل غانيا
أيوان جانيا (بالرومانية:Ionel Ganea)، من مواليد 10 أغسطس 1973، لاعب كرة قدم روماني حالي.
بدأ مسيرته الكروية مع نادي أي سي أي أم براسوف في موسم 1993/1994، وفي عام 1994 انتقل إلى نادي براسوف، ولعب معهم حتى عام 1996، وشارك معهم في 50 مباراة وسجل أربعة أهداف، وفي عام 1996 انتقل إلى نادي يونفيرسيتاتي كرايوفا، ولعب معهم حتى عام 1998، وشارك معهم في 56 مباراة وسجل 22 هدف، وفي موسم 1998/1999 انتقل إلى نادي غلوريا بيستريتا، ولعب معهم 16 مباراة وسجل 17 هدف، ولعب مع نادي رابيد بوخارست، وشارك معهم في 16 مباراة وسجل 11 هدف، وفي عام 1999 انتقل إلى نادي شتوتغارت الألماني، ولعب معهم حتى عام 2003، وشارك معهم في 107 مباريات وسجل 34 هدف، وفي موسم 2003/2004 انتقل إلى نادي بوراسبور التركي، ولعب معهم 16 مباراة وسجل 5 أهداف، وفي عام 2004 انتقل إلى نادي وولفرهامبتون واندرز، ولعب معهم حتى عام 2006، وشارك معهم في 32 مباراة وسجل 7 أهداف، وهو يلعب الآن مع نادي دينامو بوخارست.
و قد لعب مع منتخب رومانيا لكرة القدم 43 مباراة دولية وسجل 18 هدف.

## روابط خارجية
- إيونيل غانيا على موقع الاتحاد الدولي (مؤرشف)  (الإنجليزية)
- إيونيل غانيا على موقع الاتحاد الأوربي (الإنجليزية)
- إيونيل غانيا على موقع اتحاد تركيا (لاعب) (الإنجليزية)
- إيونيل غانيا على موقع قاعدة بيانات كرة القدم.إي يو (الإنجليزية)
- إيونيل غانيا على موقع بيانات كرة القدم. دي إي (الألمانية)
- إيونيل غانيا على موقع ناشيونال فوتبول تيمز (الإنجليزية)
- إيونيل غانيا على موقع Soccerbase.com (لاعب) (الإنجليزية)
- إيونيل غانيا على موقع عالم كرة القدم.نت (الإنجليزية)